# Észak-kaukázusi Tanácsköztársaság
Az Észak-kaukázusi Tanácsköztársaság (oroszul: Се́веро-Кавка́зская Сове́тская Респу́блика, Severo-Kavkazskaya Sovetskaya Respublika)  (1918. július 6. – 1918. december) az Oroszországi Szovjet Szövetségi Szocialista Köztársaság egyik tagállama volt 1918 második felében. 1918. július 6-án hozták létre a Kubáni-fekete-tengeri Tanácsköztársaság, a Sztavropoli Tanácsköztársaság és a Tereki Tanácsköztársaság egyesítésével. Székhelye Krasznodar, majd a fehérek ellentámadása után Pjatyigorszk volt.
1918 decemberére a tagállam nagy része a fehérek kezére került, majd a moszkvai kormány az év végén felszámolta.

## Fordítás
Ez a szócikk részben vagy egészben  a   North Caucasian Soviet Republic című angol Wikipédia-szócikk ezen változatának fordításán alapul.  Az eredeti cikk szerkesztőit annak laptörténete sorolja fel. Ez a jelzés csupán a megfogalmazás eredetét és a szerzői jogokat jelzi, nem szolgál a cikkben szereplő információk forrásmegjelöléseként.